# قاره باشراخ (حجر)
'

تعديل مصدري - تعديل

قاره باشراخ هي إحدى قرى عزلة الجول بمديرية حجر التابعة لمحافظة حضرموت، بلغ تعداد سكانها 142 نسمة حسب تعداد اليمن لعام 2004.